# Centro (Gotemburgo)
Centro (em sueco: Centrum) foi uma das freguesias administrativas da cidade sueca de Gotemburgo no período 2011-2020.

As "freguesias administrativas" cessaram de existir em 1 de janeiro de 2021, tendo as suas funções sido centralizadas em 6 "administrações municipais" (fackförvaltningar).

Tinha uma população de cerca de 63 194 habitantes (2018), distribuída pelos bairros de Krokslätt, Johanneberg, Landala, Guldheden, Lorensberg, Vasastaden, Inom Vallgraven, Stampen, Heden.